# Pleurotomella reconditum
Pleurotomella reconditum is een slakkensoort uit de familie van de Raphitomidae. De wetenschappelijke naam van de soort is voor het eerst geldig gepubliceerd in 1891 door Locard.